# 工藤淳 (実業家)
工藤 淳（くどう じゅん、1923年（大正12年） - ）は、日本の実業家。キクヤ図書販売株式会社の元経営者。ジュンク堂書店創立者工藤恭孝の父で同書店の名前の由来となった。1965年（昭和40年）には百科事典を割賦販売するブックローンを設立した。